# Derris malaccensis
Derris malaccensis är en ärtväxtart som beskrevs av David Prain. Derris malaccensis ingår i släktet Derris och familjen ärtväxter. Inga underarter finns listade i Catalogue of Life.